# Owen Kimble
Pour les articles homonymes, voir Kimble.
Owen S. Kimble, né le 9 février 1876 à Louisville et mort le 29 juin 1953 à Saint Louis, est un coureur cycliste sur piste américain.

## Biographie
Owen S. Kimble est le fils de William Caperton Kimble et de Maria J. Van Sickles.
Owen Kimble commence la compétition en 1894 et remporte de nombreuses courses au Kentucky. Il devient professionnel en 1895. Il se classe deuxième du championnat national sur la piste de Fountain Ferry en 1896.
En 1898, de violents incidents « provoqués par les haines des gens de couleurs » émaillent ses matchs contre Major Taylor qui remporte 12 courses sur 13. Des dissensions amènent la création de la National Cycling Association (N.C.A.), il prend part au fameux match qui met en présence les représentants de la jeune fédération et ceux de la League of American Wheelmen (en) (L.A.W.), la ligue américaine de cyclisme. Champion du Kentucky et surnommé « Old Kaintuck », il remporte le championnat national sur deux miles, battant dans la finale Major Taylor, Eddie Bald et Tom Cooper, établissant un nouveau record, en 4 m. 05 s., et remporte également le championnat national sur un quart de mile. Il est le champion national officieux . La N.C.A. remporte ainsi un joli triomphe puisque Kimble finit premier devant ses compagnons Bald et Major Taylor. À la suite de cette défaite, Major Taylor vient renforcer le lot des coureurs de la L.A.W. La même année, il remporte une nouvelle victoire sur Major Taylor et Bald.
En 1899, Kimble gère la piste de Fontaine Ferry à Louisville tout en participant à des courses.
En 1900, il remporte le championnat du mile d'Amérique à  Montréal,.
En 1901, il remporte 25 seconds prix et en 1902 se comporte fort bien sur le « Circuit » américain. Il est second du Championnat national du demi-mile remporté par Frank Kramer.
Il vient  à Paris en 1903, et fait de très belles course, se distingue particulièrement dans les handicaps,. Il gagne une course scratch devant Major Taylor, Ellegaard et Jacquelin. Avec George H. Collett, il remporte une course de six jours, courant huit heures par jour.
Il met un terme à sa carrière de coureur cycliste en 1904. Après sa retraite sportive, Owen Kimble travaille dans le commerce du cigare à Terre Haute,.

## Palmarès

### Championnats des États-Unis
- 1898
  -  Champion des États-Unis des 2 miles
- 1900
  - 3e du championnat des États-Unis de vitesse[17]

## Hommage
A partir de 1907, un Prix Kimble, handicap sur 1 ou 1/2 mile est couru à Paris et jusqu'au moins 1920.
Il a été intronisé au Kentucky Bicycle Hall of Fame, Temple de la renommée du vélo du Kentucky.